# Pavetta acutifolia
Pavetta acutifolia är en måreväxtart som beskrevs av Caspar Georg Carl Reinwardt och Pieter Willem Korthals. Pavetta acutifolia ingår i släktet Pavetta och familjen måreväxter.
Artens utbredningsområde är Java. Inga underarter finns listade i Catalogue of Life.